# زنی مثل من
«زنی مثلِ من» (انگلیسی: Woman Like Me) آهنگی از گروه دخترانه بریتانیایی لیتل میکس با حضور نیکی میناژ خواننده رپ است. این آهنگ در ۱۲ اکتبر ۲۰۱۸ توسط سایکو میوزیک به‌عنوان تک‌آهنگ اصلی از پنجمین آلبوم استودیویی گروه ال‌ام۵ منتشر شد. این آهنگ توسط جس گلین، اد شیرن و تهیه‌کننده موسیقی استیو مک نوشته شده است.